# بوب فورد (كرة سلة)
بوب فورد (بالإنجليزية: Bob Ford)‏ مواليد 26 يناير 1950 في إيفانسفيل، هو لاعب كرة سلة أمريكي معتزل. بدأ مسيرته الاحترافية في سنة 1972. تم اختياره من قبل فريق نيويورك نيكس خلال الدرافت. حمل الرقم 30. يبلغ طوله 6 قدم 7 بوصة (2.0 م). لعب كرة السلة الجامعية في جامعة بيردو. اعتزل اللعب في 1975.

## روابط خارجية
- بوب فورد على موقع سبورتس رفرنس (الإنجليزية)
- بوب فورد على موقع كلية كرة السلة في سبورتس رفرنس.كوم (الإنجليزية)
- بوب فورد على موقع ريلجم (الإنجليزية)
- بوب فورد على موقع بروبوليرز (الإنجليزية)